# Suzana Ehlin Martins
Suzana Ehlin Martins (1977) es una bióloga, botánica, taxónoma, curadora, etnobotánica, y profesora brasileña.

## Biografía
En 1998, obtuvo una licenciatura en ciencias biológicas (modalidade botánica) por la Universidad Santa Cecília.
Es autora en la identificación y nombramiento de nuevas especies para la ciencia, a abril de 2015, posee dos nuevos registros de especies, especialmente de la familia Bromeliaceae, y en especial de los géneros  Canistrum, y Neoregelia (véase más abajo el vínculo a IPNI).

## Algunas publicaciones
- SILVA, Daniela Guedes e ; BARBOSA, Luiz Mauro ; MARTINS, Suzana E. 2003. Distribuição de alturas e diâmetros de dois tipos de floresta de restinga no município de Bertioga - SP. Hoehnea, São Paulo 30 (2): 163-171

- BARBOSA, Luiz Mauro; BARBOSA, José Marcos; BARBOSA, Karina Cavalheiro; POTOMATI, Adriana; MARTINS, Suzana E.; ASPERTI, Lilian Maria; MELO, Antonio Carlos Galvão de; CARRASCO, Pablo Garcia; CASTANHEIRA, Solange dos Anjos; PILIACKAS, José Maurício; CONTIERI, Wilson Aparecido; MATTIOLI, Danielle Santiago; SANTOS JÚNIOR, Nelson Augusto, et al. 2003. Recuperação florestal com espécies nativas no estado de São Paulo: pesquisas apontam mudanças necessárias. Florestar Estatístico, São Paulo 6 (14): 28-34

- PRADELLA, Dione Zangelmi Abrahão; POMPÉIA, Sérgio Luís; MARTINS, Suzana E.; DINIZ, Kátia Maria; PRADELLA, José Geraldo da Cruz. 1992. Peletização de sementes em gel hidrofílico. Revista Brasileira de Sementes, Brasília 11 (1, 2, 3): 43-52

## Libros
- BARBOSA, Luiz Mauro; MARTINS, Suzana E. 2003. Diversificando o reflorestamento no Estado de São Paulo: espécies disponíveis por região e ecossistema. São Paulo: Instituto de Botânica, 63 pp.

### Coeditora de libros
- WANDERLEY, M. G. L.; SHEPHERD, G. J.; MELHEM, T. S.; MARTINS, S.E.; KIRIZAWA, M.; GIULIETTI, A. M. 2005. Flora fanerogâmica do Estado de São Paulo. São Paulo: Imprensa Oficial do Estado de São Paulo, v. 5, resumen en línea

### Capítulos de libros publicados
- FERREIRA, H. D.; MARTINS, Suzana E. 2005. BUDDLEJACEAE. In: M.G.L. Wanderley; G.J. Shepherd; T.S. Melhem; A.M. Giulietti (orgs.) Flora Fanerogâmica do Estado de São Paulo. São Paulo: FAPESP/Rima, v. 4, p. 157-161

## En Congresos
- BARBOSA, Luiz Mauro ; BARBOSA, Karina Cavalheiro ; MARTINS, Suzana E. ; MATTIOLI, Danielle Santiago. 2003. Estudos iniciais sobre chuva de sementes em uma área em processo de repovoamento florestal com espécies nativas, em Santa Cruz das Palmeiras - SP. In: XIII Congresso Brasileiro de Sementes

- BARBOSA, Karina Cavalheiro ; SANTOS JÚNIOR, Nelson Augusto ; BARBOSA, Luiz Mauro ; MATTIOLI, Danielle Santiago ; MARTINS, Suzana E. ; POTOMATI, Adriana. 2003. Regeneração natural em uma área de várzea em Santa Cruz das Palmeiras. In: 54 Congresso Nacional de Botânica, Belém. CD ROM

En Congresso de Ecologia do Brasil Fortaleza. 2003
- BARBOSA, Karina Cavalheiro ; BARBOSA, Luiz Mauro ; MARTINS, S.E. ; MATTIOLI, Danielle Santiago. Proposta metodológica para estudos sobre a importância da chuva de sementes em um reflorestamento heterogêneo implantadom há dez anos, em São Paulo
- SILVA, Daniela Guedes ; BARBOSA, Luiz Mauro ; MARTINS, Suzana E. 2003. Densidade e distribuição temporal da chuva de sementes de espécies arbóreas em dois fragmentos de floresta de restinga no município de Bertioga - SP

En V Simpósio Nacional sobre Recuperação de Áreas Degradadas, 2002, Belo Horizonte. Trabalhos Voluntários
- MARTINS, Suzana E. ; BARBOSA, Luiz Mauro ; PLAZA, Ana Paula ; MATTIOLI, Danielle Santiago ; MUNHOZ, R.A.K. Redirecionamento para produção de mudas de espécies florestais nativas no estado de São Paulo, p. 342-344.
- MELO, Antonio Carlos Galvão de ; CONTIERI, W. ; MARTINS, Suzana E. ; ZACCONI, L.T. ; BARBOSA, Luiz Mauro ; POTOMATI, Adriana ; SILVA, P.M.S. Diagnóstico da recuperação de áreas degradadas no estado de São Paulo: Diretrizes e recomendações, p. 469-471
- BARBOSA, Luiz Mauro ; BARBOSA, José Marcos ; BARBOSA, Karina Cavalheiro ; POTOMATI, Adriana ; CARRASCO, Pablo Garcia ; MARTINS, Suzana E. ; ASPERTI, Lilian Maria. Como uma ação de política pública pode alterar os procedimentos sobre recuperação de áreas degradadas no estado de São Paulo, p. 472-474

- SILVA, Iraci Xavier da ; MORAES, Roberto Padula de ; SANTOS, Roney Perez dos ; POMPÉIA, Sérgio Luís ; MARTINS, Suzana E. 1994. A degradação dos ecossistemas da Baixada Santista. In: III Simpósio de Ecossistemas da Costa Brasileira: Subsídios a um gerenciamento ambiental, Serra Negra, v. 2 p. 129-141

- SILVA, Iraci Xavier da ; POMPÉIA, Sérgio Luís ; AGUIAR, Luiza Saito Junqueira ; GOMES, Maria José M ; GLEHN, Helena Queiroz Carrascosa Von ; MACHADO, Sueli Pires ; MARTINS, Suzana E. ; ARAÚJO, Paulo Roberto David. 1994. Recuperação de áreas degradadas por extração de areia no município de jacareí - SP. In: Ier Simpósio Sul-Americano e II Simpósio Nacional de Recuperação de Áreas Degradadas, Foz do Iguaçu, p. 205-210

- MENDONÇA, Renata Ramos ; POMPÉIA, Sérgio Luís ; MARTINS, Suzana E. 1992. A sucessão secundária da Mata Atlântica na região de Cubatão. In: 2º Congresso Nacional sobre Essências Nativas, p. 131-138

- POMPÉIA, Sérgio Luís ; PRADELLA, Dione Zangelmi Abrahão ; MARTINS, Suzana E. ; DINIZ, Kátia Maria ; SANTOS, Roney Perez dos ; SANTOS, Ricardo Cardoso dos ; et al. 1992. Recuperação da cobertura vegetal da Serra do Mar em Cubatão - SP, Brasil. In: Ier Encuentro de las Inginerias Civiles Iberoamericanas, Caceres - Espanha. Comunicaciones, p. 409-425

- ABRAHÃO, Dione Zangelmi ; FIGLIOLIA, Márcia Balistiero ; POMPÉIA, Sérgio Luís ; MARTINS, Suzana E. ; SANTOS, Ricardo Cardoso dos ; PRADELLA, José Geraldo da Cruz. 1991. Germinação de sementes peletizadas de essências arbóreas da Serra do Mar. In: 2 Simpósio Brasileiro sobre Tecnologia de Sementes Florestais, Atibaia, p. 16

- SILVA, Iraci Xavier da ; MORAES, Roberto Padula de ; SANTOS, Roney Perez dos ; POMPÉIA, Sérgio Luís ; MARTINS, Suzana E. 1991. Avaliação do estado de degradação dos ecossistemas da Baixada Santista. In: IV Simpósio de Geografía Física Aplicada, Porto Alegre, p. 67-74

## Membresías
- de la Sociedad Botánica del Brasil.[3][4]
- La abreviatura «S.E.Martins» se emplea para indicar a Suzana Ehlin Martins como autoridad en la descripción y clasificación científica de los vegetales.[5]

- Portal:Biografías. Contenido relacionado con Botánica.
- Portal:Biología. Contenido relacionado con Taxonomía.